# 邁亞丁
邁亞丁是敘利亞的城市，由代爾祖爾省負責管轄，位於該國東部幼發拉底河右岸，距離代爾祖爾45公里，海拔高度193米，每年平均降雨量少於120毫米，2010年人口70,162。於2017年4月至10月为恐怖组织伊斯兰国的实际行政中心。
邁亞丁於2013年被伊斯兰国佔領，於2017年10月被敘利亞政府軍收復。